# فاطمه عسگری
فاطمه عسگری یک بازیکن بسکتبال با ویلچر اهل ایران است.

## افتخارات
- نشان برنز بازی‌های پاراآسیایی ۲۰۱۴ به میزبانی اینچئون، کره جنوبی[۱][۲][۳]